# Thomas Kuhn
Thomas Samuel Kuhn (Cincinnati, Ohio, 18 de juliol del 1922 - Cambridge, Massachusetts, 17 de juny del 1996) va ser un historiador de la ciència i epistemòleg dels Estats Units, més conegut per encunyar el concepte de paradigma i els seus canvis en l'àmbit científic.

## Primers anys, família i educació
Kuhn va néixer a Cincinnati, Ohio, fill de Minette Stroock Kuhn i Samuel L. Kuhn, enginyer industrial, tots dos jueus.
Des del parvulari fins al cinquè grau, es va educar a la Lincoln School, una escola progressiva privada de Manhattan, que posava èmfasi en el pensament independent en lloc d'aprendre fets i temes. Aleshores la família va traslladar 64 km al nord fins a la petita ciutat de Croton-on-Hudson, Nova York, on també va anar a una escola progressiva privada, la Hessian Hills School. Va ser aquí on, de sisè a novè de primària, va aprendre a estimar les matemàtiques. Va deixar Hessian Hills el 1937. Es va graduar a The Taft School a Watertown, Connecticut, el 1940, on va iniciar el seu interès en les matemàtiques i la física.
Va obtenir la seva llicenciatura en física al Harvard College el 1943, on també va obtenir el màster el 1946 i el doctorat en física el 1949, sota la supervisió de John Van Vleck. A Harvard, Kuhn va ser escollit com a becari de la Harvard Society of Fellows, cosa que li va donar tres anys de total llibertat acadèmica, com afirma a les primeres pàgines del prefaci de la segona edició de L'estructura de les revolucions científiques.

## Carrera
Els seus tres anys de llibertat acadèmica total com a becari de la Harvard Society of Fellows van ser crucials en la seva transició de la física a la història de la ciència i la filosofia de la ciència. Posteriorment, de 1948 a 1956, va impartir el curs d'Història de la Ciència a proposta del president de la Universitat, James Conant. Després de Harvard, Kuhn va ensenyar a la Universitat de Califòrnia, Berkeley, tant al departament de filosofia com al departament d'història, i va ser nomenat professor d'Història de la Ciència el 1961. Kuhn va fer una entrevista al físic danès Niels Bohr el dia abans que morís, que va ser gravada. A Berkeley, va escriure i publicar (el 1962) la seva obra més coneguda i influent: L'estructura de les revolucions científiques. El 1964, es va incorporar a la Universitat de Princeton com a professor de Filosofia i Història de la Ciència. Va exercir com a president de la Societat d'Història de la Ciència des de 1969 fins a 1970. El 1979 es va incorporar al Massachusetts Institute of Technology (MIT) com a professor de Filosofia , i hi va romandre fins al 1991.

## L'estructura de les revolucions científiques
L’Estructura de les revolucions científiques (SSR) es va publicar originalment com un article a l’Enciclopèdia Internacional de la Ciència Unificada, publicat pels positivistes lògics del Cercle de Viena. En aquest llibre, molt influenciat pel treball fonamental de Ludwik Fleck, Kuhn va argumentar que la ciència no progressa mitjançant una acumulació lineal de nous coneixements, sinó que pateix revolucions periòdiques, també anomenades canvis de paradigma (tot i que no va encunyar la frase, va contribuir al seu augment de popularitat), en què la naturalesa de la investigació científica dins d'un camp determinat es transforma bruscament. En general, la ciència es divideix en tres etapes diferents. La preciència, que no té un paradigma central, és el primer. Això és seguit per la ciència normal quan els científics intenten ampliar el paradigma central mitjançant la resolució de trencaclosques. Guiada pel paradigma, la ciència normal és extremadament productiva: «quan el paradigma tingui èxit, la professió haurà resolt problemes que els seus membres amb prou feines s'haurien pogut imaginar i que maig no haurien assumit sense compromís amb el paradigma».

Pel que fa a l'experimentació i recollida de dades amb vista a la resolució de problemes a través de l'aposta per un paradigma, Kuhn afirma:
| « | Les operacions i mesures que realitza un científic al laboratori no són el donat de l'experiència sinó el recollit amb dificultat. No són el que veu el científic, almenys no abans que la seva investigació estigui ben avançada i la seva atenció es concentri. Més aviat, són índexs concrets del contingut de percepcions més elementals, i com a tals són seleccionats per a l'escrutini detingut de la investigació normal només perquè prometen oportunitats per a l'elaboració fructífera d'un paradigma acceptat. Molt més clarament que l'experiència immediata de la qual deriven en part, les operacions i les mesures estan determinades pel paradigma. La ciència no s'ocupa de totes les manipulacions de laboratori possibles. En canvi, selecciona aquells rellevants per a la juxtaposició d'un paradigma amb l'experiència immediata que aquest paradigma ha determinat parcialment. Com a resultat, científics amb diferents paradigmes es dediquen a diferents manipulacions concretes de laboratori. | » |

Durant el període de la ciència normal, el fracàs d'un resultat d'ajustar-se al paradigma no es veu com una refutació del paradigma, sinó com l'error de l'investigador, contra el criteri de falsabilitat de Karl Popper. A mesura que s'acumulen resultats anòmals, la ciència arriba a una crisi, moment en què s'accepta un nou paradigma, que subsumeix els resultats antics juntament amb els resultats anòmals en un mateix marc. Això s'anomena ciència revolucionària. La diferència entre la ciència normal i la revolucionària aviat va provocar el debat Kuhn-Popper.
A SSR, Kuhn també argumenta que els paradigmes rivals són inconmensurables, és a dir, no és possible entendre un paradigma mitjançant el marc conceptual i la terminologia d'un altre paradigma rival. Per a molts crítics, per exemple David Stove (Popper and After, 1982), aquesta tesi semblava implicar que l'elecció de la teoria és fonamentalment irracional: si les teories rivals no es poden comparar directament, llavors no es pot fer una elecció racional sobre quina és la millor. Si les opinions de Kuhn van tenir conseqüències tan relativistes és objecte de molt debat; Kuhn mateix va negar l'acusació de relativisme a la tercera edició de SSR, i va intentar aclarir les seves opinions per evitar més interpretacions errònies. Freeman Dyson ha citat Kuhn dient «No sóc un kuhnià!», fent referència al relativisme que alguns filòsofs han desenvolupat a partir del seu treball.
L'estructura de les revolucions científiques és el llibre més citat de les ciències socials. L'enorme impacte de l'obra de Kuhn es pot mesurar en els canvis que va comportar en el vocabulari de la filosofia de la ciència: a més de canvi de paradigma, Kuhn va popularitzar la paraula paradigma a partir d'un terme utilitzat en determinades formes de lingüística i l'obra de Georg. Lichtenberg al seu significat més ampli actual, va encunyar el terme ciència normal per referir-se al treball relativament rutinari i diari dels científics que treballen dins d'un paradigma, i va ser en gran part responsable de l'ús del terme revolucions científiques en el plural, que té lloc en períodes molt diferents i en disciplines diferents, en contraposició a una única revolució científica a finals del Renaixement. L'ús freqüent de l'expressió canvi de paradigma ha fet que els científics siguin més conscients i en molts casos més receptius als canvis de paradigma, de manera que l'anàlisi de Kuhn de l'evolució de les opinions científiques ha influït per si sola en aquesta evolució.
El treball de Kuhn ha estat àmpliament utilitzat en ciències socials; per exemple, en el debat post-positivista / positivista dins de les Relacions Internacionals. Kuhn és acreditat com una força fundacional darrere de la sociologia postmertoniana del coneixement científic . El treball de Kuhn també s'ha utilitzat a les Arts i les Humanitats, com per exemple per Matthew Edward Harris per distingir entre comunitats científiques i històriques (com ara grups polítics o religiosos): «les creences i opinions polític-religioses no són epistemològicament les mateixes que les relacionades amb teories científiques». Això es deu al fet que les visions del món dels futurs científics es canvien mitjançant una formació rigorosa, a través del compromís entre el que Kuhn anomena exemplars i el paradigma global. Les nocions de Kuhn sobre paradigmes i canvis de paradigma han influït en la comprensió de la història del pensament econòmic, per exemple la revolució keynesiana, i en els debats en ciència política.
Una defensa que Kuhn dona contra l'objecció que el seu relat de la ciència de L'estructura de les revolucions científiques resulta en relativisme es pot trobar en un assaig de Kuhn anomenat Objectivitat, judici de valor i elecció de teoria. En aquest assaig, reitera cinc criteris del penúltim capítol de SSR que determinen (o ajuden a determinar, més pròpiament) l'elecció de la teoria:
1. Precís: empíricament adequat amb l'experimentació i l'observació

1. Coherent: coherent internament, però també externament coherent amb altres teories

1. Ampli àmbit: les conseqüències d'una teoria haurien d'anar més enllà d'allò que es va dissenyar inicialment per explicar

1. Simple: l'explicació més senzilla, principalment similar a la navalla d'Occam

1. Fruitós: una teoria hauria de revelar nous fenòmens o noves relacions entre fenòmens

A continuació, continua mostrant com, tot i que aquests criteris determinen certament l'elecció de la teoria, són imprecisos a la pràctica i en relació amb els científics individuals. Segons Kuhn, Quan els científics han de triar entre teories en competència, dos homes totalment compromesos amb la mateixa llista de criteris d'elecció poden arribar, no obstant això, a conclusions diferents. Per aquest motiu, els criteris encara no són objectius en el sentit habitual de la paraula perquè els científics individuals arriben a conclusions diferents amb els mateixos criteris pel fet de valorar un criteri sobre un altre o fins i tot per afegir criteris addicionals per motius egoistes o subjectius.. Kuhn continua dient: Estic suggerint, per descomptat, que els criteris d'elecció amb els quals vaig començar funcionen no com a regles, que determinen l'elecció, sinó com a valors, que hi influeixen. Com que Kuhn utilitza la història de la ciència en el seu relat de la ciència, els seus criteris o valors per a l'elecció de la teoria sovint s'entenen com a regles normatives descriptives (o més pròpiament, valors) d'elecció de la teoria per a la comunitat científica en lloc de regles normatives prescriptives en el sentit habitual de la paraula criteri, encara que hi ha moltes interpretacions variades del relat de Kuhn sobre la ciència.

## Filosofiapostestructural
Anys després de la publicació de The Structure of Scientific Revolutions, Kuhn va abandonar el concepte de paradigma i va començar a centrar-se en els aspectes semàntics de les teories científiques. En particular, Kuhn se centra en l'estructura taxonòmica dels termes científics. A l'RSS s'havia ocupat àmpliament dels canvis de significat. Més tard va parlar més de termes de referència, dotant a cadascun d'ells d'una taxonomia. I fins i tot els canvis que tenen a veure amb la inconmensurabilitat es van interpretar com a canvis taxonòmics. Com a conseqüència, una revolució científica ja no es defineix com un canvi de paradigma, sinó com un canvi en l'estructura taxonòmica del llenguatge teòric de la ciència. Alguns estudiosos descriuen aquest canvi com el resultat d'un gir lingüístic. En el seu llibre, Andersen, Barker i Chen utilitzen algunes teories recents en psicologia cognitiva per reivindicar la filosofia madura de Kuhn.

A part d'abandonar el concepte de paradigma, Kuhn també va començar a mirar el procés d'especialització científica. En una revolució científica, un nou paradigma (o una nova taxonomia) substitueix l'antic; en canvi, l'especialització comporta una proliferació de noves especialitats i disciplines. Aquesta atenció a la proliferació d'especialitats faria que el model de Kuhn fos menys revolucionari i més evolucionari.
| « | Les [r]evolucions, que produeixen noves divisions entre camps en el desenvolupament científic, són molt semblants a episodis d'especiació en l'evolució biològica. El paral·lel biològic al canvi revolucionari no és la mutació, com vaig pensar durant molts anys, sinó l'especiació. I els problemes que presenta l'especiació (per exemple, la dificultat per identificar un episodi d'especiació fins un temps després d'haver-se produït, i la impossibilitat, fins i tot aleshores, de datar el moment de la seva aparició) són molt semblants als que presenta el canvi revolucionari i el l'aparició i la individuació de noves especialitats científiques. | » |

Alguns filòsofs afirmen que Kuhn va intentar descriure diferents tipus de canvi científic: revolucions i creació d'especialitats. Altres afirmen que el procés d'especialització és en si mateix un cas especial de revolucions científiques. També és possible argumentar que, en el model de Kuhn, la ciència evoluciona a través de les revolucions.
El 1994 li fou diagnosticat un càncer de pulmó, i va morir el 1996. Thomas Kuhn es va casar dues vegades, la primera amb Kathryn Muhs, amb qui va tenir tres fills; i la segona amb Jehane Barton Burns.

## Obra
La seva obra The Structure of Scientific Revolutions (L'estructura de les revolucions científiques) i el concepte de paradigma que introdueix han suposat un replantejament i crítica de la filosofia de la ciència desenvolupada fins llavors per Rudolf Carnap, Karl Popper, Carl Hempel, en mostrar que no és suficient per a la caracterització de la ciència l'exclusiva atenció al context de justificació, i la impossibilitat d'un llenguatge observacional neutre. El terme 'paradigma' designa tots els compromisos compartits per una comunitat científica. D'una banda, els teòrics, ontològics, i de creences i, per una altra, els que fan referència a l'aplicació de la teoria i als models de solucions de problemes. Els paradigmes són, per tant, una mica més que un conjunt d'axiomes. La revolució científica suposa, per tant, un canvi de paradigma. Distingeix diferents fases en aquesta evolució: la ciència normal és la més acceptada durant un període donat, la que segueix el paradigma dominant. Poden sorgir paradigmes alternatius (la denominada ciència marginal), però fins que el dominant no entra en crisi per falles explicatives, no es consideren com a models potencialment valuosos. Aleshores, els defensors de cada paradigma entren en confrontació fins que se n'imposa un; si és diferent al primer i s'accepta entre la comunitat científica, s'ha produït una revolució científica.

### Publicacions
- The Copernican Revolution: Planetary Astronomy in the Development of Western Thought. Cambridge: Harvard University Press, 1957. ISBN 0-674-17100-4
- The Function of Measurement in Modern Physical Science. Isis, 52 (1961): 161–193.
- The Structure of Scientific Revolutions (en anglès).  Chicago: University of Chicago Press, 1962. ISBN 0-226-45808-3., traduït al català com ; Batalla, Josep (trad.) L'estructura de les revolucions científiques.  Obrador Edèndum, p. 274. ISBN 978-8493443474.
- «The Function of Dogma in Scientific Research». A: A. C. Crombie (ed.). Scientific Change (Symposium on the History of Science, University of Oxford, July 9–15, 1961 (en anglès).  Nova York i Londres: Basic Books and Heineman,, 1963, p. 347–69.
- The Essential Tension: Selected Studies in Scientific Tradition and Change. Chicago and London: University of Chicago Press, 1977. ISBN 0-226-45805-9
- Black-Body Theory and the Quantum Discontinuity, 1894-1912. Chicago: University of Chicago Press, 1987. ISBN 0-226-45800-8
- 'The Road Since Structure: Philosophical Essays, 1970-1993. Chicago: University of Chicago Press, 2000. ISBN 0-226-45798-2